# Picot cara-ratllat
El picot cara-ratllat (Campethera nivosa syn: Pardipicus nivosus) és una espècie d'ocell de la família dels pícids (Picidae). Habita boscos al sud de Mauritània, sud de Mali, Senegal, Gàmbia, Guinea Bissau, Guinea, Sierra Leone, Libèria, Costa d'Ivori, Ghana, Togo, Nigèria, sud de Camerun, Guinea Equatorial, el Gabon, República del Congo, sud de la República Centreafricana, nord i nord-est de la República Democràtica del Congo, extrem sud del Sudan, Uganda, oest de Kenya, oest de Tanzània, cap al sud al nord-oest d'Angola i sud i est de la República Democràtica del Congo. El seu estat de conservació es considera de risc mínim.

## Taxonomia
Anteriorment el Congrés Ornitològic Internacional classificava aquesta espècie en el gènere Campethera. Però en la revisió taxonòmica del segon semestre del 2020 el COI les transferí al gènere ressuscitat Pardipicus, en base als treballs de Fuchs i col·laboradors (2017) i Dowsett & Gregory (2018).